# Acerbia khumbeli
Acerbia khumbeli är en fjärilsart som beskrevs av Bang-haas 1927. Acerbia khumbeli ingår i släktet Acerbia och familjen björnspinnare. Inga underarter finns listade i Catalogue of Life.